# Székelyföldi kastélyok
A székelyföldi kastélyok az erdélyi kastélyépítészet szerves részét képezik. Kizárólag lakóigényeket kielégítő épületek, melyeket főnemesi családok építettek birtokaikon. Gazdasági központként, ugyanakkor a tulajdonos védett otthonául szolgáltak, lakályosság és védelmi készültség jellemezte mindeniket.

## Története
A székelyföldi kastélyépítészet kezdete a 16-17. századra tehető, amikor az otthon védelme még létkérdés volt Középkelet-Európának ezen táján.
A 16. századi kastélyépítészet legkimagaslóbb emléke a négyszögletes alapra épült erődített bástyákkal ellátott keresdi várkastély.
A 17. század elejét nagy fejedelmi építkezések jellemzik, ezzel párhuzamosan nagyon sok vidéki kastélyt, így a gyergyószárhegyit, szentdemeterit is újjáépítették.
Különleges helyet foglal el a 17. század emlékei között a gyergyószárhegyi Lázár-kastély, ahol Bethlen Gábor töltötte gyermekkorát. A hatalmas négyszögre épült kastély középső részét 1532-ben építette Lázár János, majd 1631-1632-ben Lázár István főkirálybíró a mai alakjára felújíttatta.
A 17. században már több kastélyon is barokk átalakítások történtek, négyszögű bástyákkal, valamint háromszögű záródású ablakokkal a fejedelemség korára emlékeztetnek.
A 17. század második felében épült altorjai kastély reneszánsz elemeket őriz, melynek homlokzatát a 19. században átalakították.
A Daniel családnak két kastélya is épült abban a korban, 1669-ben az olaszteleki, melyet a 19. század végén felújítottak. Székelyföld egyik legsajátosabb emléke a vargyasi kastély, mely főleg a 18. századi átalakításai miatt nevezetes.
A 17. század végén, a kastélyépítő tevékenység némileg csökkent, Székelyföldön a későbbiekben szép számmal épültek kisebb udvarházak, melyeknek homlokzatán nyílt tornácot alakítottak ki. Háromszéken kialakult a nemesi kúriáknak azon típusa, mely a homlokzat középrészéből rizalitszerűen kiugró árkádos reneszánsz motívumot tüntet fel. Ezen stílust követik a többi háromszéki udvarházak: az imecsfalvii, kézdiszentléleki, a sepsiszentgyörgyi Daczó-kúria, az uzoni Mikes-kúria, ahol az épületegyüttesen reneszánsz és barokk elemek is szerepelnek.
Székelyföldön elterjedtek az alacsony árkádos, törpe pilléres, vastag oszlopos, kiugró tornácos kúria típusok, ilyen a csíkszentimrei Henter-kúria és az erdőfülei Boda-kúria. A faoszlopos tornácos udvarház egyik jellegzetes példája a balluszteroszlopos csíkrákosi Cserei-kúria. A kőoszlopokon alkalmazott népies fafaragás látható a vargyasi Daniel-kastély 1723-ban készült tornácán is.
A 18. században változott a kastélyépítészet, akkor került sor a modern értelemben vett átépítésekre. A polgárosodás századában, a nemesi úrlakok nem szorultak erődítésekre. Barokk tetőzet került a régi falakra, a székelyföldi tornác típus barokk átformálásban jelentkezik. Barokk stílusban épült fel az 1860-as években a kerelőszentpáli kastély.
A 18. század végén klasszicista stílusban építették fel, vagy alakították át a kastélyokat. A új irányzat szerint az épületek külső és belső kiképzése egyszerűsödött, nagyobbrészt U, vagy téglalap alakú szimmetrikus épületek készültek. U alakban emelték fel a gernyeszegi kastélyt, amely Marosszék ékszere és az erdélyi kastélyépítészet egyik legfontosabb alkotása.
A 19. században a historizmus szellemében alakították át a kastélyokat, ilyen stílusban újították fel a bonyhai Bethlen- és az árkosi Szentkereszty-kastélyt, ebben a korban építették fel az uzoni Temesváry-kastélyt.
A kastélyépítészet a 20. században pusztulásnak indult, a két világháború alatt óriási rombolások történtek. Az 1921-es földtörvény ellehetetlenítette a nemességet, a kastélyok fenntartása egyre nehezebbé vált. A kommunista rendszerváltás és az államosítás után az épületek különböző rendeltetést kaptak, termelőszövetkezet, szanatórium, iskola, néptanács, vagy éppen kultúrotthon működött bennük.
A romániai rendszerváltás után egyes kastélyok menthetetlen állapotba kerültek. Néhányat viszont a hazatelepedett örökösök, vagy az új tulajdonosok felújítottak, így megmentették az utókor számára Székelyföld legjelentősebb építészeti és művészeti értékeit.

## Leírása
A kastélyépítészet fellendülése egybeesett a reneszánsz térhódításával, így a 16. század végétől kezdődően szabályos alaprajzú, négy sarokbástyás reneszánsz kastélyok épültek. Keresden a régi épületek átépítésével alakult ki a reneszánsz kastély. A 17. században épült szentdemeteri és gyergyószárhegyi kastélyba úgy foglalták bele a régi udvarház épületét, hogy az kapubástyának is megfelelt.
A korabeli dokumentumok szerint a kastélyoknak a templomvárakhoz hasonlóan külső védőve volt, azonban a kastélyépület nagyobbrészt erődítetlen, vagy csak kevés védelmi berendezéssel rendelkezett. Gyergyószárhegyen a bástyákon szuroköntők voltak, ugyanakkor az értékek megmentésére rejtekhelyeket alakítottak ki. 
A külső falgyűrűk nagyon kevés helyen maradtak meg, napjainkban Keresden még látható a régi épületet körülölelő bástyás udvar. Gernyeszegen a sánc belső oldalán tölgyfa sasfákba rakott, fedeles palánk védte a belső épületeket. A szentdemeteri kastély Fegyveres-bástyájában talált lövőszerszámok szintén a védelmi rendszerre utalnak.
A védőfalak körül vízárkot is ástak, a bejárat védelmét a felvonókapu szolgálta. Vízárok övezte a keresdi, gernyeszegi kastélyokat is.
A kastélyalaprajzok két nagy csoportra oszthatók: a kisebb kastélyok tömör épületmagból állottak, a sarkakon négy bástyával mint például a bonyhai kastély, a nagyobbak négyszögű udvart zártak körül itt megemlítendő a gyergyószárhegyi, keresdi, kerelőszentpáli kastély.
A homlokzatok kialakítására a szimmetrikusan elhelyezett tengelyek és a vízszintes tagolás jellemző. A reneszánsz stílus népies motívumokkal egészítődött ki, ennek egyik szép példája a gyergyószárhegyi Lázár-kastély, melynek bástyáin átlósan felosztott, vörösesbarna festékkel rajzolt téglalapokat helyeztek el.
A faragott kapu, ablakkeret, címer és emléktábla is fokozta a homlokzatok művészi hatását, ugyanakkor a jellegzetes helyi reneszánsz motívumok is megtalálhatók.
A reneszánsz épületek díszét nemcsak a nemes arányok és a faragott kő szépsége adta, néhol a festett falak is megjelentek. A gyergyószárhegyi kastély falainak a hímzésekből és a festőasztalosok tevékenységéből jól ismert motívumai késő reneszánsz ihletettségűek. A keresdi kastélyon őrt álló vitézeket ábrázoló stukkófríz szintén erre a stílusra utal.
A homlokzatok jelentős eleme a tornác, mely az udvari frontokon már a 16. században megjelenhetett, ugyanakkor a 17. században is fellelhető.
Az árkádos faoszlopokon és kőlábakon nyugvó tömör, csipkézett, vagy orsós mellvédekkel szegélyezett tornácok mellett megjelentek a központi elhelyezésű, előreugró filagóriák, ilyen volt az egykori zabolai udvarház előtt is. A reneszánsz stílus késői szakaszában az árkádos és a filagóriás tornác a népi építészet fontos alkotóeleme volt. A 17. századi székelyföldi kastélyok között kiemelkedik a pártázatos falkoronával épült gyergyószárhegyi kastély.
A szabályos alaprajzú kastélyok belső beosztása a homlokzatok megformálására is hatott. Az épületszárnyakban kisebb, nagyobb szobákat, ugyanakkor reprezentatív szobasorokat alakítottak ki, melyek a berendezésekkel is egységes stílusúak lehettek.
A lakószobák legtöbbször az emeletre kerültek, a földszinti nagyterem, ebédlő egy egész épületszárnyat lefoglalt.
Az épületek különböző típusú sarokbástyái boltozott, centrális tereket foglaltak magukba, melyek meghatározták a berendezést is. A gyámkövek, a szép ívelésű stukkóval díszített boltozatok, valamint a feliratos kandallók faragványai a belső tereknek eleganciát kölcsönöztek.
A falfestés hiányát az írott mennyezetek pótolták, melyek kazettánként változtak. A festett mennyezettel egyetemben a festett, berakott ajtók is előfordultak. A kastélyban elhelyezett kályhák, kemencék gyakorlati hasznuk mellett díszként és szolgáltak, melyeknek színe legtöbbször a bútorzat, ajtók, ablakok színével azonos.
A kastélyokban jelentős helyet foglalt el a könyvtárszoba, a levéltár és a gyűjteményeket, értékes tárgyakat is külön termekben helyezték el. Sajnos ezen értékes gyűjtemények a 20. századi rombolások következtében megsemmisültek.

## Székelyföldi kastélyok
- Apor-kastély (Altorja)
- Balási-kastély (Kászonimpér)
- Bálintitt-kastély (Nagyernye)
- Béldi-kastélyok (Bodola)
- Béldi–Mikes-kastély (Uzon)
- Daniel-kastély (Olasztelek)
- Daniel-kastély (Vargyas)
- Kálnoky-kastély (Miklósvár)
- Kálnoky-kastély (Sepsikőröspatak)
- Kemény-kastély (Marosvécs)
- Lázár-kastély (Gyergyószárhegy)
- Máriaffy-kastély (Marosszentgyörgy)
- Mikes-kastély (Zabola)
- Mikó-kastély (Oltszem)
- Rhédey-kastély (Erdőszentgyörgy)
- Szentkereszty-kastély (Árkos)
- Teleki-kastély (Sáromberke)
- Temesváry-kastély (Uzon)
- Thúry–Bányai-kastély (Székelytamásfalva)
- Toldalagi-kastély (Nyárádszentbenedek)